# Мукунд Варадараджан
Майор Мукунд Варадараджан А. С. (12 квітня 1983 — 25 квітня 2014) — офіцер індійської армії, нагороджений Чакрою Ашоки. Мукунд, офіцер раджпутського полку індійської армії, був посмертно нагороджений орденом Ашок Чакра за його дії під час контртерористичної операції під час відрядження до 44-го стрілецького батальйону Раштрія в Джамму і Кашмірі. Його біографічний фільм тамільською мовою «Амаран» вийшов на екрани з нагоди свята Дівалі 31 жовтня 2024 року.

## Молодість і освіта
Мукунд Варадараджан народився 12 квітня 1983 року в тамільськомовній сім'ї в сім'ї Р. Варадараджана та Гіти Варадараджан у його рідному селі Парутіпатту, Аваді, Ченнаї, Таміл Наду, Індія. Мукунд і його сім'я переїхали в Тамбарам після того, як його батько влаштувався на роботу в державний банк. Його дідусь Рагавачарі та двоє його дядьків також служили в армії, і це спонукало його вступити в Збройні сили.
Мукунд отримав ступінь бакалавра комерції в Sri Chandrasekharendra Saraswathi Viswa Mahavidyalaya в Канчіпурамі та диплом з журналістики в християнському коледжі Мадраса в Ченнаї.
У Мукунда є дві сестри, Світа та Нітія. Він одружився зі своєю давньою дівчиною та однокурсницею Індху Ребеккою Варгезе 28 серпня 2009 року. 17 березня 2011 року у пари народилася донька Аршеа Мукунд.

## Військова кар'єра
Мукунд був випускником Академії підготовки офіцерів, і після її закінчення 18 березня 2006 року отримав звання лейтенанта Раджпутського полку (22 Раджпут) 18 березня 2006 року йому було присвоєно звання лейтенанта, а 18 жовтня 2008 року йому було присвоєно звання капітана Він служив у піхотній школі в Мхоу, штат Мадх'я-Прадеш, і був частиною місії ООН у Лівані. 18 жовтня 2012 року він отримав звання майора, а в грудні того ж року був направлений до 44-го стрілецького батальйону «Раштрія» і відправлений в район Шопіан в Джамму і Кашмірі.

## Операція Казіпатрі

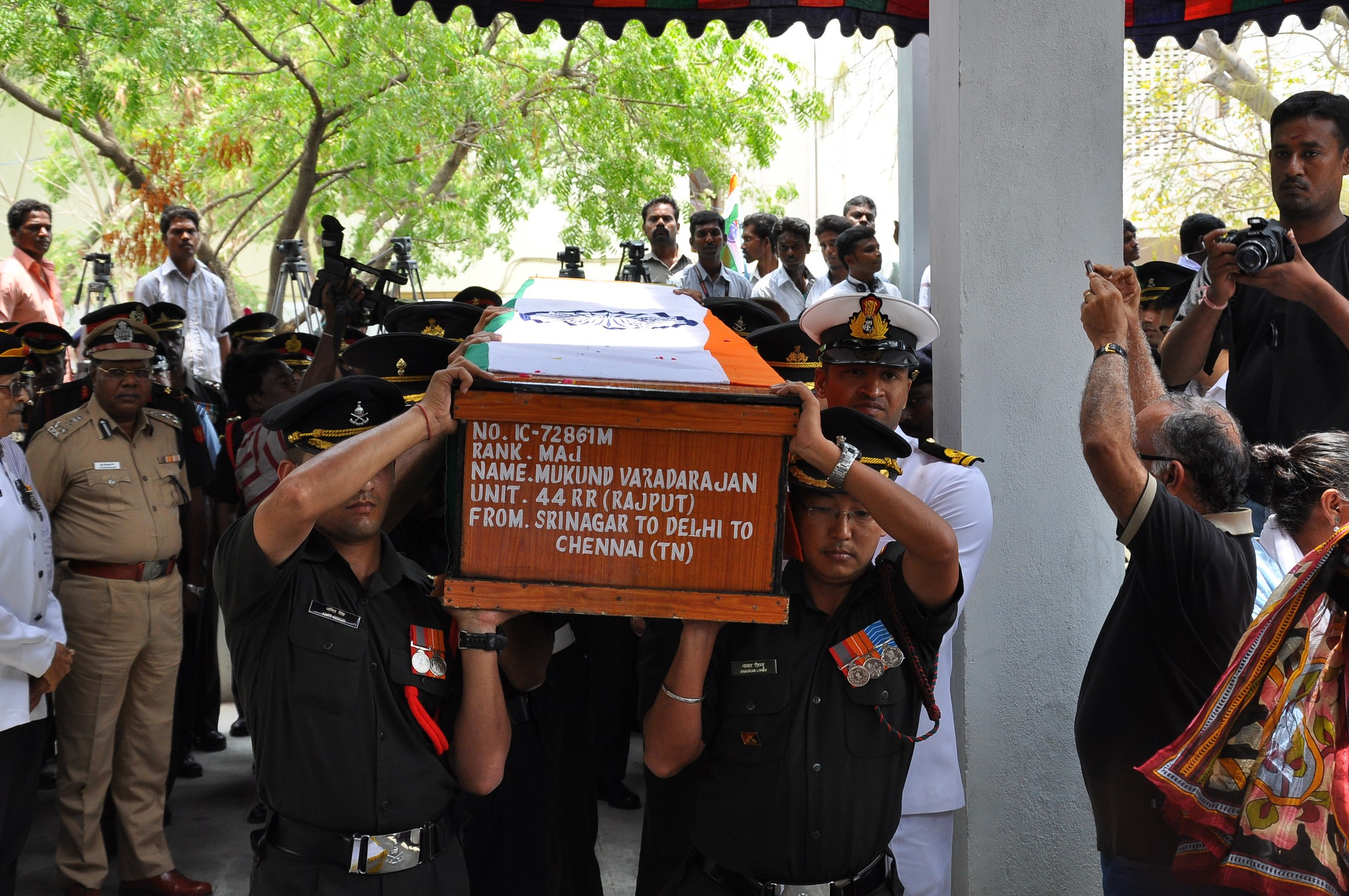
Похорон майора Мукунда Варадараджана.

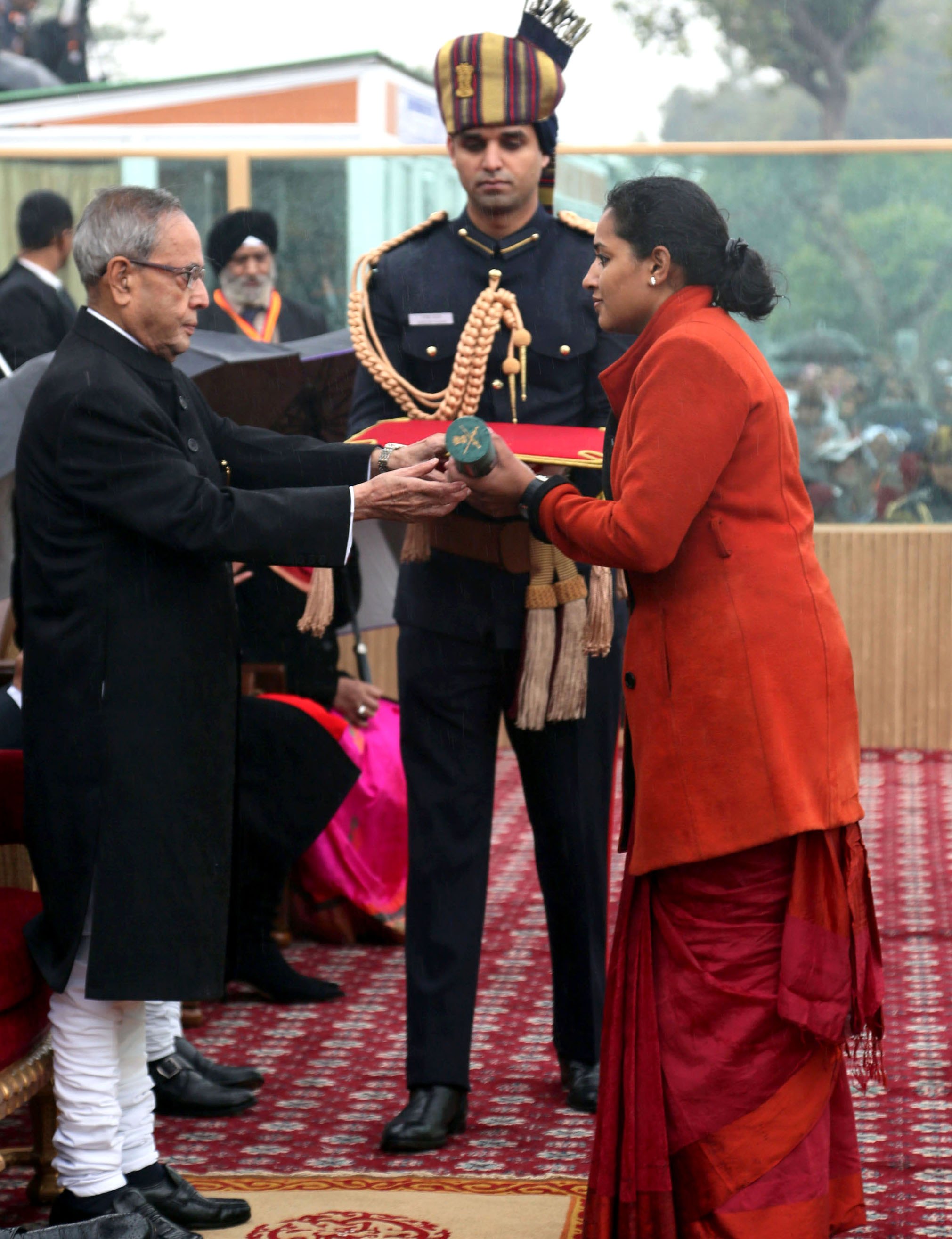
Дружина Мукунда Варадараджана отримує чакру Ашок від президента Пранаба Мукерджі 26 січня 2015 року.

25 квітня 2014 року Мукунд керував оточенням і пошуковою операцією в селі в Південному Кашмірі на основі даних розвідки про присутність бойовиків. Під час операції його команда зазнала щільного обстрілу. Мукунд швидко відреагував, розуміючи, що під покровом темряви бойовики можуть втекти. Оскільки кількість мирних жителів у будинку була невідома, застосування великокаліберної зброї не було можливістю. Разом із сипаєм Вікрамом Сінгхом Мукунд повз через фруктовий сад перед будинком, уникаючи пострілів. Успішно перетнувши фруктовий сад, вони увійшли в будинок, де їх зустріла інтенсивна стрілянина, а Мукунда зачепила куля на передпліччі. Двоє військових швидко відреагували, убивши одного з бойовиків. Мукунд визначив, що командира бойовиків, якого вони шукали, немає серед загиблих. Решта двоє бойовиків, включаючи старшого командира моджахедів Хізбул, намагалися втекти, вибухнувши гранатами. Мукунд і Сінгх сховалися, щоб уникнути травм. У цьому хаосі Мукунд упізнав старшого командира серед бойовиків, які тікали, коли вони йшли до сусідньої прибудови.
Вікрам Сінгх і його товариш підійшли до цементної прибудови, вважаючи, що граната, пущена кілька хвилин тому, нейтралізувала загрозу всередині. Однак, коли вони штурмували будівлю, раптовий залп влучив у Вікрама. З'ясувалося, що хоча граната справді вбила одну людину, інша залишилася. Командир, який втік з-під завалів сусідньої резиденції, був не один. Друга особа була вбита гранатою, але командир Альтаф Вані вижив.
Під час перестрілки Вані, захищений рядом колод у флігелі, продовжував стріляти зі свого обмеженого місця. Вікрам Сінгх, отримавши дві кулі — одну в шию, а іншу в щелепу — знепритомнів. Його товариш Мукунд розумів тяжкість поранень і зрозумів, що життя Вікрама під загрозою. Незважаючи на серйозність ситуації, часу на вагання не було. Мукунд негайно пішов вперед, вистріливши з AK-47 в Альтафа Вані, смертельно поранивши його.
Хоча деякі з пострілів Вані влучили в Мукунда в процесі, він спочатку виглядав неушкодженим, коли вийшов із прибудови. Офіцер в оточенні зазначив: «Він виглядав добре. Ми думали, що з ним все гаразд». Але незабаром після цього Мукунд впав, отримавши три вогнепальних поранення. Він втратив свідомість і, незважаючи на спроби евакуювати його, помер від отриманих травм.

За його дії під час операції він був посмертно нагороджений Ашок Чакрою, найвищою нагородою Індії за хоробрість у мирний час у 2014 році, за прояв доблесті, що виходить за межі обов'язку. Цитата уряду Індії під час оголошення чакри Ашока гласила: 
Під час операції, перш ніж загинути мученицькою смертю, майор Мукунд продемонстрував зразкові лідерські навички, щиру мужність, планування та швидкі дії, кульмінацією яких стало знищення трьох терористів моджахедів Хізбул з найвищим рангом.
Мукунд є четвертим одержувачем Чакри Ашоки зі штату Таміл Наду.
1 червня 2015 року було відкрито бюст майора Мукунда Варадараджана на честь його патріотизму та жертовності. Він виставлений в Академії підготовки офіцерів.

## Дати рангів
| символ | ранг      | Сервіс          | Дати рангу        |
| ------ | --------- | --------------- | ----------------- |
|        | лейтенант | Індійська армія | 18 березня 2006 р |
|        | Капітан   | Індійська армія | 18 жовтня 2008 р  |
|        | Майор     | Індійська армія | 18 жовтня 2012 р  |

Бюст майора Мукунда було відкрито його дружиною Інду Вергезе в раджпутському полку. Сім'я Мукунда також відкрила його статую в Офіцерській академії в Ченнаї.
Антивоєнний фільм на малаяламській мові 2015 року «Пікет 43» був присвячений пам'яті майора Варадараджана, який допомагав знімальній групі під час виробництва. Однак він загинув у бою з бойовиками в районі Шопіан під час зйомок у Джамму та Кашмірі. У 2024 році було анонсовано тамільський байопік «Амаран». Він заснований на житті Мукунда та боротьбі 44 гвинтівок Раштрія з тероризмом. Sivakarthikeyan зіграв майора Мукунда Варадараджана, а його дружину Інду Ребекку Варгезе зіграла Сай Паллаві.